# Kit Robô
O Kit Robô é um kit especial para montagem de um Robô com peças e instruções para se construí-lo, especialmente com movimentação autônoma. Geralmente estes kits são para construção de brinquedo ou para desenvolvimento de projeto de Robótica educacional.
Várias empresas fornecem kits para construção de robôs, mas eles também podem ser retirados de sucatas de componentes eletrônicos. Estes kits podem ser feitos de plástico, metal e/ou madeira.
São formados pelos seguintes componentes básicos: Partes Mecânica, Motores, Circuito elétrico, Circuito eletrônico, sensores e uma placa para controlar o robô usando um computador, quando não for um Robô autônomo.
Caso o robô seja controlado por um computador pode ser usado a porta paralela, porta serial, USB ou sem fio.